# Золота вольність

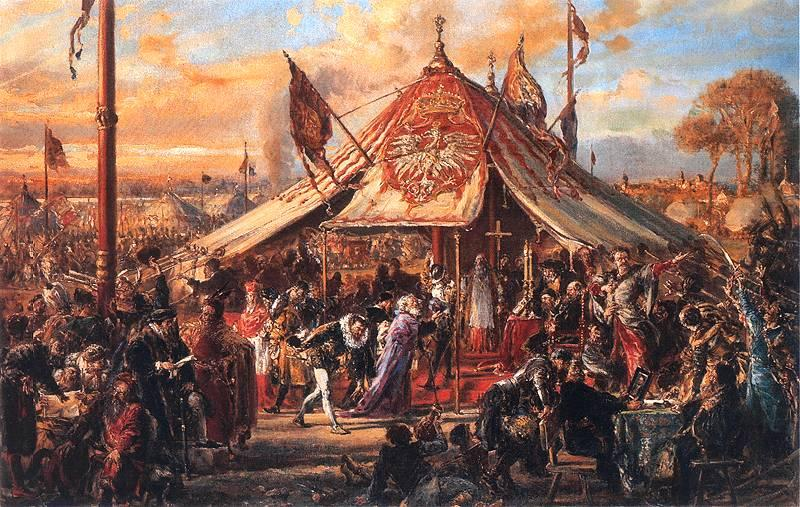
Вибори короля в 1573 році. Картина Яна Матейка

Золота вольність (лат. Aurea Libertas; пол. złota wolność) — права шляхти, одне з явищ політичної системи Королівства Польського, а після Люблінської унії 1569 року — Речі Посполитої, відомої як шляхетська демократія.
В цій системі вся знать (шляхта) володіла рівними правами і великими привілеями. Шляхтичі засідали в законодавчому органі — Сеймі Речі Посполитої й обирали короля.
Золота вільність була унікальним явищем в епоху абсолютизму в Європі (колиска європейської демократії). Проте в результаті зловживань цими вольностями й правом «liberum veto» центральна влада в Речі Посполитій ослабла, що дозволило її сусідам (Росії, Австрії та Пруссії) окупувати державу й здійснити три поділи Речі Посполитої.